# Opération Atlas

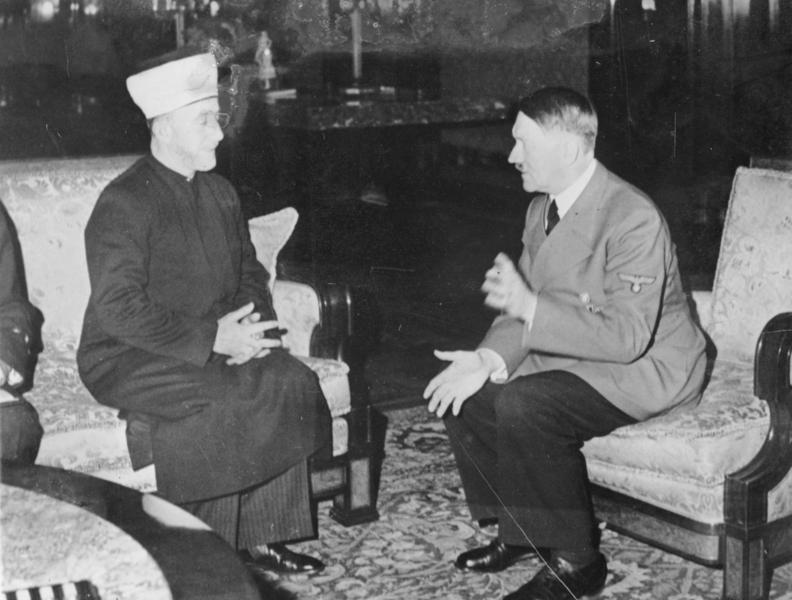
Amin al Husseini et Adolf Hitler

L’Operation Atlas était le nom de code d'une opération spéciale d'une unité commando de la Waffen-SS qui a eu lieu en octobre 1944. Elle impliquait 5 soldats : trois faisaient partie de la secte religieuse des Templiers en Palestine mandataire,  et deux étaient des Palestiniens qui étaient de proches collaborateurs du mufti de Jérusalem, Mohammed Amin al-Husseini.
La mission visait à établir une base de renseignement et de collecte en Palestine mandataire, renvoyant les informations en Allemagne, et recrutant et armant des Palestiniens opposés aux Britanniques en achetant leur soutien avec de l'or. Le plan visait également à accroître les tensions entre les Arabes et les Juifs afin de créer des problèmes pour l'autorité mandataire britannique.
Le plan ne réussit pas et aucune action significative ne put être entreprise par le commando. Trois des participants ont été arrêtés par la Force frontalière transjordanienne britannique peu de temps après leurs atterrissages. Le commandant allemand fut capturé en 1946 et le cinquième, Hassan Salameh, réussit à s'échapper.
Une version de l'incident avancé par Michael Bar-Zohar et Eitan Haber (en) suppose que la mission incluait un plan pour empoisonner l'eau potable des résidents de Tel Aviv. Les archives britanniques et allemandes n'ont pas pu prouver cette théorie et les biographes du mufti n'en ont pas connaissance.

## Sources
- (en) Cet article est partiellement ou en totalité issu de l’article de Wikipédia en anglais intitulé « Operation Atlas (Mandatory Palestine) » (voir la liste des auteurs).